# جسر السويس (الموصل)
جسر السويس هو جسر يقع في محافظة نينوى في العراق في الساحل الأيسر من مدينة الموصل ويمتد فوق نهر نهر الخوصر ويربط الفيصلية وحي الزراعي ، يبلغ طوله 269 متر .